# Rize of the Fenix
Albums de Tenacious D
The Pick of Destiny
(2006) Tenacious D Live
(2015)
Rize of the Fenix, sorti le 11 mai 2012, est le troisième album studio du groupe de rock humoristique Tenacious D.

## Liste des titres
| 1.    | Rize of the Fenix                              | 5:53 |
| 2.    | Low Hangin' Fruit                              | 2:31 |
| 3.    | Classical Teacher (Skit)                       | 3:23 |
| 4.    | Señorita                                       | 3:08 |
| 5.    | Deth Starr                                     | 4:46 |
| 6.    | Roadie                                         | 2:58 |
| 7.    | Flutes & Trombones (Skit)                      | 1:28 |
| 8.    | The Ballad of Hollywood Jack and the Rage Kage | 5:05 |
| 9.    | Throw Down                                     | 2:56 |
| 10.   | Rock Is Dead                                   | 1:44 |
| 11.   | They Fucked Our Asses                          | 1:08 |
| 12.   | To Be the Best                                 | 1:00 |
| 13.   | 39                                             | 5:16 |
| 41:16 |                                                |      |

## Certifications
| Pays              | Certification |
| ----------------- | ------------- |
| Royaume-Uni (BPI) | Argent        |